# Römisch-katholische Kirche in Mauretanien
Die römisch-katholische Kirche in Mauretanien ist Teil der weltweiten Römisch-katholischen Kirche.
In der Islamischen Republik Mauretanien in Nordwestafrika ist der Islam die einzig zugelassene Religion. 99,5 % der Bevölkerung sind Muslime. Die kleine christliche Minderheit gehört zur Gruppe der Ausländer, sind also sogenannte Gastarbeiter aus Europa, Südamerika oder aus den afrikanischen Nachbarstaaten.
Die katholische Kirche in Mauretanien mit circa 4500 Gläubigen in 6 Pfarrgemeinden wird betreut von 13 Priestern und 44 Ordensangehörigen. Die katholische Kirche engagiert sich insbesondere in sozialen und caritativen Projekten in Mauretanien, wie in Kindergärten sowie in Ausbildungsstätten für Straßenkinder und für allein erziehende Mütter. Die erste genossenschaftliche Krankenkasse in einem Armenviertel von Nouakchott geht auf eine kirchliche Initiative zurück.
Einziges Bistum in Mauretanien ist das Bistum Nouakchott, das 1965 aus der Apostolischen Präfektur Saint-Louis du Sénégal im Sénégal herausgelöst wurde. Bischofskirche (Kathedrale) und zugleich Pfarrkirche ist die Kirche in Nouakchott. Amtierender Bischof seit 2024 ist Victor Ndione.
Sein Vorgänger von 1995 bis 2024 war Martin Happe MAfr.
Zuständige Bischofskonferenz ist die Conférence des Evêques du Sénégal, de la Mauritanie, du Cap-Vert et de Guinée-Bissau.
Luis Mariano Montemayor vertritt seit 2008 als Apostolischer Delegat den Heiligen Stuhl. Am 9. Dezember 2016 wurde die Vereinbarung über die Aufnahme voller diplomatischer Beziehungen zwischen Mauretanien und dem Heiligen Stuhl einschließlich der Errichtung einer Apostolischen Nuntiatur bekanntgegeben.